# Lepidocephalichthys birmanicus
Lepidocephalichthys birmanicus es una especie de peces de la familia Cobitidae en el orden de los Cypriniformes.

## Morfología
• Los machos pueden llegar alcanzar los 11 cm de longitud total.

## Alimentación
Come gusanos,  larvas de insectos y  algas.

## Hábitat
Vive en zonas de clima tropical.

## Distribución geográfica
Se encuentra desde Birmania hasta Malasia, incluyendo la  cuenca del río Mekong y el río Irrawaddy.